# 帰り花
帰り花（かえりばな）とは、11月頃の小春日和に、桜、梅、梨、躑躅などの草木が本来の季節とは異なって咲かせた花のこと。ひとが忘れた頃に咲くので、「忘れ花」といった言い方もされる。「返り花」とも書き、「二度咲」「狂い咲」ともいう。
また、帰り花には、遊女が再び遊郭に勤めに出る意味もある。

## 俳句における帰り花
俳句では冬の季語の一つとなっている。和歌や連歌には詠題としてはないが、俳諧に到って盛んに作られるようになり、「凩に匂ひやつけし帰花」（松尾芭蕉『後の旅』）、「かへり花暁の月にちりつくす」（与謝蕪村『夜半叟句集』）、「あたら日のついと入りけり帰り花」（小林一茶『享和句帖』）などの例が見られる。